# 1908年12月23日日食
1908年12月23日日食是一次全環食，發生於协调世界时1908年12月23日。新月當天（即朔日），地球上觀測到月球和太阳的角距離極小，此時月球如果恰好在月球交點附近，穿過太阳和地球之間，與地球、太阳接近一直線，則會出現日食。月球穿過太阳和地球之間，本影末端與地表距離很小時，由於地表呈弧形，食帶中心附近地表被本影覆蓋，形成日全食，而食帶中心較遠的區域內本影未能接觸地表，使地表被偽本影覆蓋，形成日環食。這種同一次日食中先後出現全食和環食的稱為全環食。與單純的日全食和日環食類似，全環食的本影和偽本影兩側數千公里的半影範圍內也會形成日偏食。此次日環食經過了智利、阿根廷、乌拉圭、巴西，日全食未經過陸地，日偏食則覆蓋了南美洲大部、非洲南部、整個南极洲。

## 日食概況

### 出現區域
太平洋東南部、智利安托法加斯塔大區海岸以西約290公里的洋面最先看到日環食，隨後月球偽本影向東南斜貫南美洲，進入南大西洋。此後本影錐末端接觸地表，環食轉變為全食，本影繼續向東南移動，在布韦岛西北約270公里的洋面達到最大食分。本影逐漸轉向東北，進入印度洋西南部後本影錐離開地表，全食再次變為環食。偽本影繼續劃過南印度洋，最終在日落時分結束於阿姆斯特丹島東北約1000公里的洋面。
本次本影覆蓋範圍均為海洋，因而陸地上無法看到日全食。偽本影覆蓋範圍內能看到日環食，其中陸地依次包括：
- 智利：自西北向東南斜貫安托法加斯塔大區南部；
- 阿根廷：經過薩爾塔省西南角和南部，自西北向東南斜貫卡塔馬卡省北部、圖庫曼省北部、圣地亚哥-德尔埃斯特罗省、聖大非省中部偏北、科連特斯省南部，擦過恩特雷里奧斯省北部；
- 乌拉圭：自西北向東南斜貫阿蒂加斯省西南部、薩爾托省東北部、塔夸倫博省東北部，經過里韋拉省西南部，斜貫塞羅拉爾戈省和三十三人省東北部；
- 巴西：自西北向東南斜貫南里奧格蘭德州南端。[3][4]

除了上述極狹窄的區域能看到日全食或日環食，月球半影覆蓋範圍內都能看到日偏食，包括南美洲除西北部外的大部、非洲南部、整個南极洲。

### 基本參數
- 類型：全環食
- 食甚中心處（位於布韦岛西北約270公里的南大西洋）資料：
  - 時間：1908年12月23日11:44:18.6
  - 地點：53°25.0′S 0°32.5′W / 53.4167°S 0.5417°W
  - 食分：1.0024（全環食帶內最大）
  - 日全食持續時間：11.8秒

## 相關的日食

### 相鄰的全環食
本次日食與1909年6月17日的下一次日食均為全環食，全環食本就是4種日食中最罕見的一種，相鄰兩次日食均為全環食則更為罕見。上一對相鄰的全環食發生於1845年10月30日和1846年4月25日，下一對則會發生於1986年10月3日和1987年3月29日。

### 1906-1909年的日食
月球交替位於相對的月球交點時，以半個交點年（食年），即約177天又4小時間隔出現下列日食。
註：1906年2月23日和1906年8月20日的日偏食屬於上一組交點年系列。
| 升交點   | 升交點                   |          | 降交點                    | 降交點 |
| 沙羅周期 | 地圖                     | 沙羅周期 | 地圖                      |        |
| 115      | 1906年7月21日 偏食（南） | 120      | 1907年1月14日 全食        |        |
| 125      | 1907年7月10日 環食       | 130      | 1908年1月3日 全食         |        |
| 135      | 1908年6月28日 環食       | 140      | 1908年12月23日 全環食     |        |
| 145      | 1909年6月17日 全環食     | 150      | 1909年12月12日 偏食（南） |        |

### 沙羅周期
沙羅周期長度為18年11天。本次日食屬於沙羅周期140，共包含71次日食，依次為1512年4月16日至1638年7月11日的8次日偏食、1656年7月21日至1836年11月9日的11次日全食、1854年11月20日至1908年12月23日的4次全環食（亦稱混合食）、1927年1月3日至2485年12月7日的32次日環食、2503年12月19日至2774年6月1日的16次日偏食，總共歷時1262.11年。其中最長的全食發生於1692年8月12日，共持續了4分10秒。
下表列舉了1901年至2100年間發生的屬於該周期的日食，是第23至33次：
| 23             | 24            | 25            |
| -------------- | ------------- | ------------- |
| 1908年12月23日 | 1927年1月3日  | 1945年1月14日 |
| 26             | 27            | 28            |
| 1963年1月25日  | 1981年2月4日  | 1999年2月16日 |
| 29             | 30            | 31            |
| 2017年2月26日  | 2035年3月9日  | 2053年3月20日 |
| 32             | 33            |               |
| 2071年3月31日  | 2089年4月10日 |               |

## 資料來源
1. ↑  樊忠玉. . 中国天文科普网.   [2016-04-06]. （原始内容存档于2014-09-17）.
2. 1 2  Fred Espenak. . NASA Eclipse Web Site.   [2016-04-06]. （原始内容存档于2020-10-23）.（英文）
3. ↑  Fred Espenak. . NASA Eclipse Web Site.   [2016-04-06]. （原始内容存档于2020-10-20）.（英文）
4. ↑  Xavier M. Jubier. .   [2016-04-06]. （原始内容存档于2017-03-05）.（法文）（英文）
5. ↑  Fred Espenak. . NASA Eclipse Web Site.   [2016-04-06]. （原始内容存档于2017-12-28）.（英文）
6. ↑  Fred Espenak. . NASA Eclipse Web Site.   [2016-02-24]. （原始内容存档于2016-03-07）.（英文）
7. ↑  Fred Espenak. . NASA Eclipse Web Site.（英文）

## 外部連結
- NASA日食專頁（页面存档备份，存于）（英文）
- 可見區域圖和時間統計：由弗雷德·埃斯佩纳克做出的日食預報，NASA/GSFC
  - Google互動地圖呈現的日食範圍
  - 貝塞爾元素
- Google地圖顯示的日全食、日環食和日偏食範圍（页面存档备份，存于）（法文）（英文）

| \| \| 日食 \|                             |                               |                                           |
| 上一次日食： 1908年6月28日日食 （日環食） | 1908年12月23日日食 （全環食） | 下一次日食： 1909年6月17日日食 （全環食） |
| 上一次全環食： 1894年4月6日日食           | 1908年12月23日日食 （全環食） | 下一次全環食： 1909年6月17日日食          |
|                                           | 日食                          |                                           |